# Synarmadillo caecus
Synarmadillo caecus är en kräftdjursart som beskrevs av Franco Ferrara och Helmut Schmalfuss 1983. Synarmadillo caecus ingår i släktet Synarmadillo och familjen Armadillidae. Inga underarter finns listade i Catalogue of Life.